# Eleutherodactylus fowleri
Espèce
Statut de conservation UICN

 CR B1ab(iii)+2ab(iii) : 
En danger critique
Eleutherodactylus fowleri est une espèce d'amphibiens de la famille des Eleutherodactylidae.

## Répartition
Cette espèce est endémique d'Hispaniola. Elle se rencontre de 1 045 à 1 300 m d'altitude dans Sierra de Baoruco en République dominicaine et dans le Massif de la Selle à Haïti.

## Description
Les femelles mesurent jusqu'à 33 mm.

## Étymologie
Cette espèce est nommée en l'honneur de Danny C. Fowler.

## Publication originale
- Schwartz, 1973 : Six new species of Eleutherodactylus (Anura, Leptodactylidae) from Hispaniola. Journal of Herpetology, vol. 7, no 3, p. 249-273.